# Chrysobothris piuta
Chrysobothris piuta es una especie de escarabajo del género Chrysobothris, familia Buprestidae. Fue descrita científicamente por Wickham en 1903.
Se encuentra en California, Arizona y Montana.